# 绣花楼
绣花楼，是位于中国福建省宁德市蕉城区蕉南街道中南路的一个明代古建筑，宁德市（县级）人民政府于1992年12月将其公布为第二批县级文物保护单位。
绣花楼占地面积345平方米，始建于明朝万历年间，木构楼阁式硬山顶，高8.8米，整体建筑曾是明代官员马臣书的住宅，有门廊、前庭、厅堂、后庭、绣花楼等结构。